# Balaton Park Circuit
A Balaton Park Circuit egy magánfinanszírozásban megépült 4,115 km hosszú motorversenypálya, amely Balatonfőkajár közelében található, Budapesttől körülbelül 85 km-re délnyugatra, nem messze a Balatontól. A pályát úgy tervezték, hogy regionális és nemzetközi versenyeket is tudjon fogadni. Tíz év előkészítés és építkezés után 2023. május 16-án nyitották meg a nagyközönség előtt.

## Története
Az első hírek 2013-ban jelentek meg a pálya építéséről, ezek szerint 2005 körül kezdték el a tervezését, és akkor 2015-ös átadást reméltek, de pár év múlva átmenetileg abbamaradt az építkezés. Ezután 2020-ban adtak megint hírt a pálya építésének folytatásáról, amely végül 2023 májusára készült el. Az építés elhúzódását azzal indokolták, hogy korábban „regionális alap standardokkal” terveztek, végül azonban „a legmagasabb színvonalon készült el, a »legújabb technológiával és a legmagasabb szintű biztonsággal«”.
A pályát a Hungaroringet is tervező Gulácsi Ferenc tervezte, hossza 4,115 km, 16 kanyar található rajta, ebből hat jobb és tíz bal kanyar. Szélessége 12-15 méter közötti, 48 garázs és három különálló, de összeköthető paddock található egymás mellett. 10 000 állandó ülőhellyel rendelkezik, de ideiglenes lelátók felállításával 120 000 ülőhelyesre bővíthető a nézők számára. Bár először a két legfontosabb motorverseny, a Formula–1 és a MotoGP potenciális rendezhetősége is szempont volt, az átadáskor ezen versenyek a tulajdonosok nyilatkozatai szerint már nem bírtak prioritással, miközben ezek a versenyek generálják a legtöbb bevételt. Ettől függetlenül a pálya a Nemzetközi Automobil Szövetség (FIA) legmagasabb minősítésének is megfelel. Az átadáson Giancarlo Fisichella korábbi F1-es versenyző hajtott végig elsőként a pályán egy Ferrari FF típusú sportkocsival.
Az átadáskor az hangzott el, hogy a pálya mintegy 200 millió euróból épült fel, nemzetközi családi vagyonkezelők befektetésiből, ugyanakkor Oláh Gyárfás szakmai vezető 2020-ban még azt mondta, hogy „a létesítményt magyar kötődésű nemzetközi konzorcium finanszírozza, állami támogatás nélkül”. A projekt nem teljesen átlátható finanszírozói körében feltűnt Hanóch Nísszání üzletember és hobbiautóversenyző, aki az F1-ben is próbálkozott, és akinek üzleti vállalkozásait jelentős veszteségek és adótartozások kísérték; Nísszání a létesítmény ügyvezető igazgatója lett. Feltűnt továbbá Veréb Balázs ügyvéd is, aki a Balaton Park mögött álló két belize-i cég kézbesítési megbízottja, valamint az üzemeltető cég jogi igazgatója. (Veréb cégével korábban egy Külgazdasági és Külügyminisztériummal kötött üzletben is érintett volt, ahol ezer darab kínai lélegeztetőgép megvásárlásáról döntöttek 48 millió euró értékben a koronavírus-járvány idején, ezen kívül egy hosszabb időre visszanyúló, Budapest Airporttal kapcsolatos vesztegetési bűnügyben is vádlott volt.)
2024. szeptember 19-én bejelentették, hogy  mégis a pálya lesz a helyszíne a MotoGP, valamint a Superbike-világbajnokság Magyar Nagydíjának is. Előbbit először 2025 augusztusában, utóbbit 2025 júliusában rendezik meg. Ezekre a motorversenyekre kiegészítik a pálya eredeti nyomvonalát. Négy kanyar kerül átalakításra, amire a bukóterek növelése miatt van szükség: A 6-os és a 7-es kanyar az eddiginél kisebb ívű lesz, és egy rövid egyenes köti össze őket. A hosszú, nyújtott 11-es kanyar lendületét a motorversenyeken egy sikán töri meg, a 14-es kanyar pedig szűkebb sugarú lesz, így a célegyenesre fordulás és az egyes kanyar féktávja jóval biztonságosabb lesz a motorosok számára. Ezeket a módosításokat a Nemzetközi Motorkerékpár Szövetség (FIM) javasolta. Az autós rendezvények számára megmarad az eredeti nyomvonal is.

A Full Circuit pályavonal

A Motoros pálya (2025) pályavonal

## Tervezés és létesítmények
A pályát az FIA 1-es fokozatú szabványainak megfelelően tervezték és építették, kezdetben 2-es fokozatú engedélyt szerezve. A pálya Tecpro védőfalakkal van ellátva, és a 'MyLaps' legújabb technológiáját használja, beleértve a GPS-t, LED paneleket és időmérő rendszereket.
A pálya hossza 4,115 km, szélessége 12–15 méter között változik. A jelenlegi és egyetlen kialakítás szerint 16 kanyarból áll, ebből hat jobbos és tíz balos forduló található rajta.
A létesítmények között szerepel 48 boxgarázs, VIP területek és társalgók, médiaszoba, orvosi központ, valamint két további támogató paddock zóna. A jövő MotoGP és Superbike-világbajnokság versenyeihez egy új pályavonal kerül kialakításra a motoros futamok számára.

## Események

### Jelenlegi
- Június: Porsche Sprint Challenge Central Europe
- Július: Superbike-világbajnokság (WorldSBK), Supersport-világbajnokság (WorldSSP), FIM női gyorsaságimotoros-világbajnokság
- Augusztus: Gyorsasági motoros világbajnokság – Magyar Nagydíj (MotoGP), MotoE-világbajnokság – Magyar eVerseny
- Szeptember: TCR Kelet-Európa Trófea, ESET Cup Series

### Korábbi
- Ferrari Challenge Europe (2024)
- Formula 4 CEZ Bajnokság (2023–2024)
- Histo-Cup Austria (2024)
- TCR Európai Hosszútávú Túraautó-bajnokság (2024)

## Legjobb köridők
2025. júniusáig a Balaton Park Circuit hivatalos versenykörök leggyorsabb köridejei a következők:
| Kategória                           | Köridő                              | Pilóta                              | Jármű                                          | Esemény                                                   |
| Full Circuit: 4.115 km (2023–jelen) | Full Circuit: 4.115 km (2023–jelen) | Full Circuit: 4.115 km (2023–jelen) | Full Circuit: 4.115 km (2023–jelen)            | Full Circuit: 4.115 km (2023–jelen)                       |
| ----------------------------------- | ----------------------------------- | ----------------------------------- | ---------------------------------------------- | --------------------------------------------------------- |
| Ferrari Challenge                   | 1:34.466                            | Giacomo Altoè                       | Ferrari 296 Challenge                          | 2024 Balaton Park Ferrari Challenge Europe                |
| GT3                                 | 1:34.919                            | Mateusz Lisowski                    | Mercedes-AMG GT3                               | 2024 Balaton Park FIA CEZ Endurance                       |
| Lamborghini Super Trofeo            | 1:36.760                            | Josef Záruba                        | Lamborghini Huracán LP 620-2 Super Trofeo EVO2 | 2024 Balaton Park FIA CEZ Endurance                       |
| LMP3                                | 1:37.054                            | Miro Konôpka                        | Ligier JS P320                                 | 2023 Balaton Park FirstLap Cup                            |
| Formula 4                           | 1:37.546                            | Ethan Ischer                        | Tatuus F4-T421                                 | 2024 Balaton Park F4 CEZ Championship                     |
| Porsche Carrera Cup                 | 1:37.833                            | David Dziwok                        | Porsche 911 (992) GT3 Cup                      | 2025 Balaton Park Porsche Sprint Challenge Central Europe |
| GT4                                 | 1:42.662                            | Richard Gonda                       | BMW M4 GT4                                     | 2024 Balaton Park FIA CEZ Endurance                       |
| TCR Touring Car                     | 1:43.844                            | Bucsi Attila                        | Hyundai i30 N TCR                              | 2024 Balaton Park TCR Eastern Europe                      |
| Renault Clio Cup                    | 1:54.384                            | Tomáš Pekar                         | Renault Clio R.S. V                            | 2024 Balaton Park Clio Cup Bohemia                        |
| Suzuki Swift Cup                    | 2:00.048                            | Hartmann Balázs                     | Suzuki Swift 1.4 Turbo                         | 2024 Balaton Park FIA Swift Cup Europe                    |